# Route départementale 6185
De D6185 is een departementale weg in het Franse departement Alpes-Maritimes. De weg loopt van Grasse naar Cannes.

## Geschiedenis
Oorspronkelijk was de D6185 onderdeel van de N85. In 1870 werd het eindpunt van de N85 verlegd van Cannes naar Cagnes-sur-Mer. De weg tussen Grasse en Cannes kreeg het nummer N567. In 1973 werd dit teruggedraaid en werd de N567 weer onderdeel van de N85.
In 2006 werd de weg overgedragen aan het departement Alpes-Maritimes, omdat de weg geen belang meer had voor het doorgaande verkeer. De weg is toen omgenummerd tot D6185.